# Бель Дельфін
Мері-Бель Кіршнер (англ. Mary-Belle Kirschner; 23 жовтня 1999), знана як Бель Дельфін (англ. Belle Delphine) — британська інфлюєнсерка, косплеєрка, модель, ютуберка та порноакторка південноафриканського походження. Відома здебільшого еротичною та косплейною модельною діяльністю в Інстаграмі. ЗМІ характеризують Белль як е-дівчину, поєднання інтернет-троля та перформанс-мисткині. Їй приписують вплив на естетику е-дівчат, часто перейману у ТікТок.

## Дитинство
Народилася у Південній Африці 23 жовтня 1999 року, зростала у набожній християнській сім'ї. Після розлучення батьків з матір'ю перебралася до Великої Британії й оселилася у Лімінгтоні, Гемпшир. Здобувала освіту у Priestlands School, але була змушена покинути заклад через онлайн-цькування. В той же час пройшла курс лікування від депресії. Працювала офіціанткою, нянею та баристою. 
Бель Дельфін зустрічається з анонімом, який часто виконує обов'язки фотографа в її модельній діяльності. Він анонімно взяв участь в дебютному хардкор-порнографічному фільмі Дельфін, який вона опублікувала на OnlyFans.

## Діяльність
Свої перші косплей-світлини виклала на Facebook, але пізніше видалила, позаяк вони були «низької роздільної здатності й тьмяні».
Обліковий запис в Instagram'і створила 2015 року, в липні 2016 завела акаунт на YouTube, й у серпні завантажила перше відео на тему макіяжу.
Персонажка Бель Дельфін з'явилась 2018 року, розпочавши модельну діяльність в Інстаграмі, часто напівоголеною. В середині 2019 року вона стала активніше створювати інтернет-вміст та здобула широке освітлення у ЗМІ, створивши сатиричний акаунт на Pornhub та продаючи свій виріб «Ванна вода ігролюбки» у власній мережевій крамниці по 30$. Невдовзі її обліковку в Інстаграмі було видалено через порушення правил спільноти.
Після перерви з жовтня 2019 до червня 2020 Бель Дельфін відкрила обліковий запис в OnlyFans, де публікує порноконтент. Заразом почала використовувати Ютуб для публікації музичних відео, часто для просування свого OnlyFans.
У 2021 році, після її переходу на OnlyFans, обліковий запис Belle Delphine був відзначений як один із найпопулярніших на платформі; LA Weekly поставив його на 6 місце на сайті, назвавши її «Найкращою дівчиною-геймеркою» платформи, тоді як Men's Journal назвав її «найкращою порнозіркою косплею на OnlyFans».